# Grand Prix de Denain 1988
La 30e édition du Grand Prix de Denain a eu lieu le 1988. Elle a été remportée par le Français Pascal Poisson.

## Classement final
Pascal Poisson remporte la course.
| Classement final, | Classement final, | Classement final, | Classement final,                | Classement final, |
|                   | Coureur           | Pays              | Équipe                           | Temps             |
| ----------------- | ----------------- | ----------------- | -------------------------------- | ----------------- |
| 1er               | Pascal Poisson    | France            | Toshiba-Look-Nièvre              |                   |
| 2e                | Michel Vermote    | Belgique          | RMO-Mavic-Liberia                |                   |
| 3e                | Thierry Marie     | France            | Système U-Gitane                 |                   |
| 4e                | Dirk Demol        | Belgique          | AD Renting-Anti-M-IOC-Merckx     |                   |
| 5e                | Patrick Hendrickx | Belgique          | Hitachi-Bosal-Bce Snooker-Merckx |                   |
| 6e                | Jan Wijnants      | Belgique          | Hitachi-Bosal-Bce Snooker-Merckx |                   |
| 7e                | Rolf Jaermann     | Suisse            | Cyndarella-Isotonic              |                   |
| 8e                | Johan Lammerts    | Pays-Bas          | Toshiba-Look-Nièvre              |                   |
| 9e                | Olaf Lurvik       | Norvège           | Z-Peugeot                        |                   |
| 10e               | Steve Bauer       | Canada            | Weinmann-La Suisse-Smm           |                   |
| modifier          |                   |                   |                                  |                   |